# 扁体原鲌
扁体原鲌（学名：Cultrichthys compressocorpus）为輻鰭魚綱鯉形目鯝科原鲌属的鱼类。在中国，分布于小兴凯湖、镜泊湖等，本魚體成紡錘形，側扁，背部隆起，口上位，體被圓鱗，尾鰭叉形，體色銀色，背部略帶青綠色，臀鰭橘紅色，尾鰭及背鰭黑色，體長可達31.6公分，棲息在湖泊底中層水域，生活習性不明。该物种的模式产地在小兴凯湖、镜泊湖。